# سیارک ۱۸۷۰۹
سیارک ۱۸۷۰۹ (به انگلیسی: 18709 Laurawong، نامگذاری:1998HE99) هجده هزار و هفتصد و نهمین سیارک کشف شده‌است که در ۲۱ آوریل ۱۹۹۸ کشف شد.
قدر مطلق سیارک برابر ۱۵.۵ است.